# Vaxholm

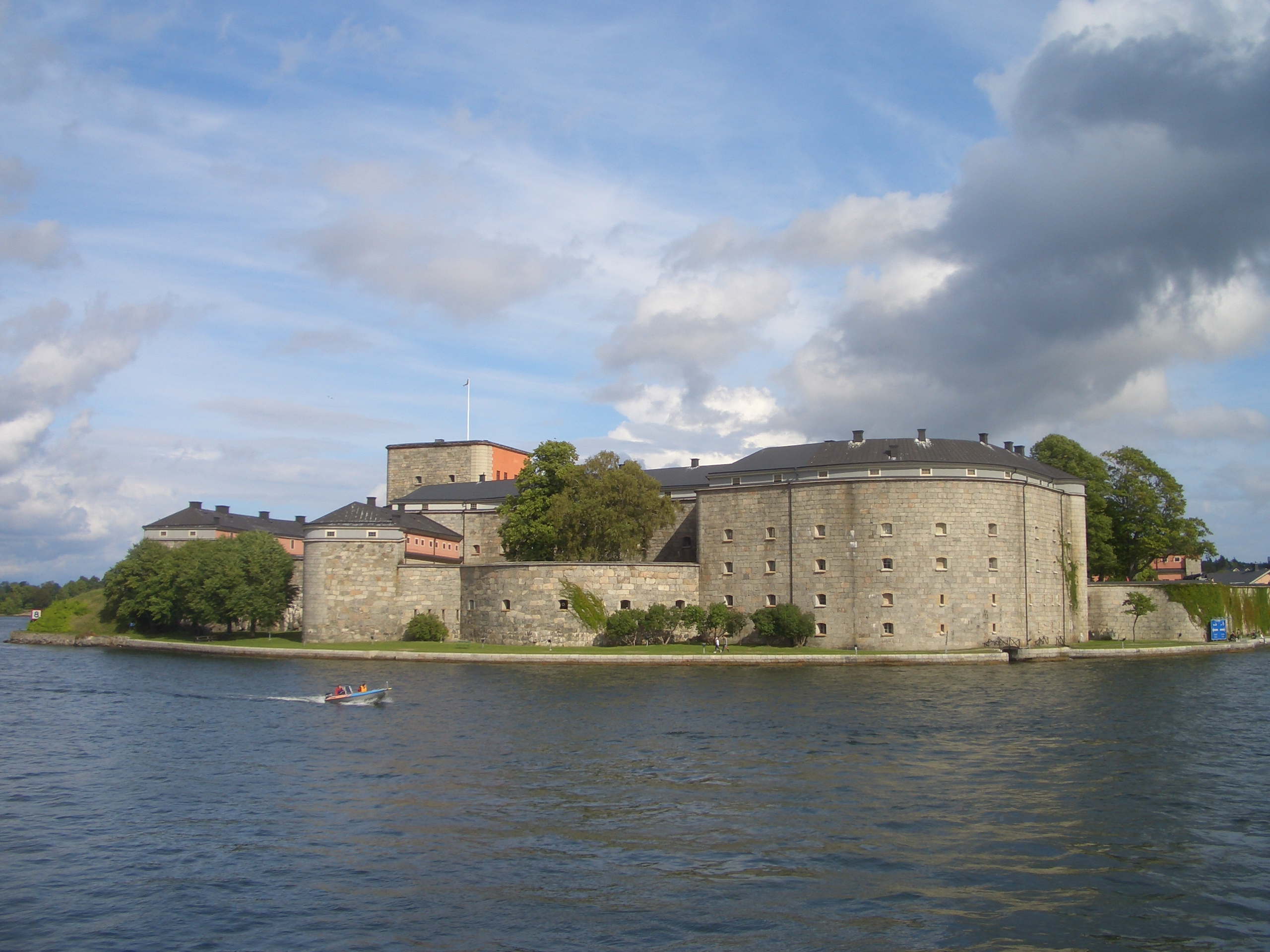
Fortaleza de Vaxholm na ilha de Vaxholmen

Vaxholm ( PRONÚNCIA); título de cidade: 1652) é uma cidade sueca no sudeste da província histórica da Uppland. Tem cerca de cinco mil habitantes, e é sede do município de Vaxholm, no atual condado de Estocolmo.  Numa pequena ilha em frente à cidade, está a fortaleza de Vaxholm (Vaxholms fästning), começada a ser construída em 1549 pelo rei Gustavo Vasa.